# Anafylaktisk shock
Anafylaktisk shock eller allergisk shock er en voldsom allergisk reaktion, hvor hele kroppen reagerer.

## Symptomer
Reaktionen starter typisk med angst og ubehag, hvorefter særligt huden i håndfladerne og på behårede steder begynder at klø voldsomt. Næsen kan begynde at løbe eller stoppe helt til – man kan nyse eller hoste.
Svælget hæver og kan resultere i åndenød og en pibende vejrtrækning. Man kan få mavesmerter og mavekramper, og der kan opstå problemer med at styre vandladning eller afføring. Blodtrykket falder og man kan blive svimmel, fjern og måske få kramper og helt besvime.
Reaktionen kan være både mild, stærk og livstruende. Det kommer an på, hvad personen er allergisk over for og hvilken mængde der forekommer.
Et allergisk shock kan nogle gange ligne andre voldsomme reaktioner – eksempelvis voldsom blødning, blodprop i hjertet, hjerneblødning, hjertestop eller besvimelse.
Anafylaktisk shock er sjældent, men nogle få danskere dør hvert år af det. Har man en gang haft et mildt shock, er det ikke garanti for at man får de samme symptomer; næste gang kan være livstruende. Personer der før har haft anafylaktisk shock har oftest en EpiPen på sig.
| Symptomer listet efter organsystem |
| --- |
| Hoved/hals: Hævelser, synkebesvær, væskeansamlinger Luftveje: Hoste, nysen, astmatisk vejrtrækningsbesvær, åndenød, cyanose og evt. respirationsstop Kredsløb: Trykken for brystet, koldsved, bleghed, uregelmæssig puls, blodtryksfald, bevidstløshed, kramper, hjertestop Hud: Kløe, føleforstyrrelser, udslæt, nældefeber Mave/tarm system: Kvalme, opkastning, koliksmerter, diarré Kilde: Akutte medicinske tilstande (Hippe et al. 2003) |

## Behandling
Den akutte behandling af et anafylaktisk shock stræber mod
- 1) opretholdelse af tilstrækkelig vejrtrækning,
- 2) opretholdelse og stabilisering af kredsløbet og hjertets pumpefunktion
- 3) hæmning af den allergiske reaktion, som er årsagen til shocktilstanden.

Ved livstruende anafylaktisk shock iværksættes hurtigst muligt behandling med adrenalin. Adrenalin er et hormon, som virker stimulerende på hjertets pumpefunktion og får bronkiolerne og alveolerne i lungerne til at udvide sig samtidig med at blodkarrene trækker sig sammen. Det har den virkning, at blodtrykket stiger og vejrtrækningen lettes, så der kommer mere ilt ud i kroppen.
Ofte gives der også astmamedicin (beta2-agonister) som inhalation, hvilket også får bronkierne til at udvide sig. 
Den allergiske reaktion kan hæmmes ved at give patienten antihistamin og eventuelt binyrebarkhormon (kortikosteroider).
Nedenstående behandlingsalgoritme viser, hvordan et anafylaktisk shock behandles, hvis det opstår på sygehuset eller når patienten kommer ind på skadestuen. 
| Behandlingsalgoritme for anafylaktisk shock 1. Der gives med det samme 0,5-0,6 mg adrenalin enten som subcutan eller intramuskulær indsprøjtning. 2. Ved hjertestop eller respirationsstop startes der basal genoplivning, samt avanceret hjerte-/lungeredning (se hjertestop) 3. Der sikres frie luftveje og gives 5-10 liter ilt enten på maske eller næsekateter. Der kan eventuelt startes assisteret ventilation med en rubensballon 4. Der anlægges en intravenøs adgang (drop) og der tilsluttes 1 liter isotonisk saltvand til hurtigt indløb. 5. Blodtryk og puls kontrolleres hyppigt. 6. Der gives antihistamin (fx 2 mg Tavegyl intravøst) for at hæmme den allergiske reaktion. 7. Herefter gives der binyrebarkhormon (fx Solumedrol 80-100 mg intravenøst) 8. Hvis der fortsat er besværet vejrtrækning gives der inhalation af astmamedicin (beta2-agonist), som får bronkierne til at udvide sig. 9. Hvis der opstår kramper gives der 10 mg Diazepam (Stesolid) enten intravenøst eller rektalt. 10. Patienten skal herefter være indlagt til observation i 24 timer på grund af risikoen for, at der kommer en ny reaktion. Kilder: Callesen et al 2005 & Hippe et al 2003 |

## Stavning
Anafylaktisk shock staves normalt shock i sundhedsfaglige kredse, men i almene retskrivningsordbøger, herunder Retskrivningsordbogen, findes kun skrivemåden chok.